# Nora Castañeda
Nora Castañeda (12 tháng 6 năm 1942 - 16 tháng 5 năm 2015) là một nhà kinh tế và hoạt động kinh tế người Venezuela. Bà là Chủ tịch Ngân hàng Phát triển Phụ nữ từ năm 2001 đến năm 2015. Bà sinh ra được mẹ bà đơn thân nuôi lớn và là một trong sáu đứa con; cha bà giao con cái cho người thân nuôi ngay sau khi mẹ bà lần đầu có thai. Castañeda gia nhập Liên minh Xã hội chủ nghĩa trong thập niên 1970. Sau khi kết hôn với Jesus Rivero, bà chuyển đến Nicaragua và gia nhập Mặt trận Giải phóng Quốc gia Sandinista trong các giai đoạn sau của Cách mạng Nicaragua. Sau khi Sandinistas lên nắm quyền vào đầu những năm 1980, bà trở về Venezuela, tham gia vào phong trào của tầng lớp công nhân nữ giới.
Trong suốt những năm 1990, Castañeda trở thành cố vấn và đồng minh của Hugo Chavez. Những đóng góp của bà cho các chính sách trong Quốc hội thành viên năm 1999 bao gồm quyền của phụ nữ nội trợ đối với an sinh xã hội, cũng như đại từ nữ được đưa vào Hiến pháp Venezuela. Vào ngày 21 tháng 9 năm 2001, Ngân hàng Phát triển Phụ nữ được thành lập với mục đích tài trợ kinh doanh quy mô nhỏ cho những phụ nữ có hoàn cảnh khó khăn. Trong mười năm đầu tiên của tổ chức dưới thời Castañeda, ngân hàng cung cấp 138.000 khoản vay quy mô nhỏ, đem lại lợi ích cho 300.000 gia đình.
Sau khi qua đời vào năm 2015, bà được Phó Chủ tịch Jorge Arreaza trao tặng Huân chương Giải phóng. Gladys Requena, Bộ trưởng phụ nữ và bình đẳng giới, nói về Castañeda, "Một chiến binh, nữ anh hùng, nữ quyền, dũng cảm, đồng bào, và một nhà vô địch của tổ chức phụ nữ... Tôi đau khổ vì không thể có bà ấy tại đây lúc này ở các tổ chức phụ nữ, khi bà đã là kiến trúc sư của giấc mơ vĩ đại này. "